# Kaplica Świętej Trójcy w Podegrodziu
Kaplica Świętej Trójcy – zabytkowa kaplica wzniesiona w połowie XIX wieku, z nieznanej fundacji, znajdująca się w Podegrodziu. Legenda głosi, że figurę Chrystusa u słupa przyniosła w to miejsce, z okolic Szczawnicy powódź. Górale dwukrotnie chcieli zabrać ją z powrotem, ale z nieznanego powodu woły nie mogły ruszyć wozu.

## Architektura
Wybudowana z kamienia, otynkowana, zamknięta półkoliście. Dach dwuspadowy, kryty blachą. Szczyt uproszczony, trójkątny, a w nim nad wejściem wnęka, w której znajduje się krzyż, ustawiony w miejsce skradzionej płaskorzeźby Boga Ojca.

## Wnętrze
Wewnątrz znajduje się ołtarz barokowo-ludowy z przełomu XVIII i XIX w. W jego centralnym polu, pomiędzy kolumnami znajduje się polichromowana płaskorzeźba Trójcy Świętej. Na mensie ołtarzowej ustawiono gipsowe figurki Serca Jezusa i Serca Maryi oraz Dzieciątka Jezus. Na ołtarzu znajduje się również figura Maryi Niepokalanie Poczętej. Na podłodze stoi duży ludowy posag Chrystusa u słupa, z końca VIII w.